# Sidi Bou Saïd
Sidi Bou Saïd er en mindre by, der ligger ca. 20 km fra Tunis by og tæt på romertidens Karthago i Tunesien. Byen har 5.873 indbyggere.
Det er nu en velhaver- og kunstnerby berømt for sine hvidkalkede huse med blåmalede vinduer og døre.
Denne lille specielle by er beskyttet af Unesco og er placeret på Verdensarvslisten.